# Лозовский, Ефим Давидович
Ефи́м Дави́дович Лозо́вский (7 ноября 1904, Витебск — 3 февраля 1975, Москва) — советский оператор неигрового кино, фронтовой кинооператор в годы Великой Отечественной войны.

## Биография
Родился в Витебске. В 1929—1930 годах работал оператором на московской фабрике «Совкино». С декабря 1930 года — на Московской кинофабрике «Союзкино» (с 1933 года — «Мостехфильм»).
Репрессирован. Реабилитирован в 1942 году.
Фронтовой кинооператор Центральной студии кинохроники. Обычно снимал из танка. Был тяжело ранен. Работал на ЦСДФ до 1967 года. Автор сюжетов для кинопериодики: «Дружба», «Московская кинохроника», «На страже СССР», «Наука и техника», «Новости дня», «Пионерия», «По Советскому Союзу», «Советский спорт», «Союзкиножурнал».
Член ВКП(б) с 1930 года, член Союза кинематографистов СССР с 1958 года.

### Семья
- Жена — Александра Михайловна Лозовская;

- Сын — Владимир Ефимович Лозовский (род. 1931), оператор комбинированных съёмок на Киностудии имени М. Горького;
- Дочь — Лариса Ефимовна Кокарева (Лозовская) (род.1938)

## Награды
- орден Красного Знамени (14.04.1944)
- орден Отечественной войны II степени (11.06.1944; был представлен к ордену Красного Знамени)
- орден Красной Звезды (02.08.1945)
- орден «Знак Почёта» (15.09.1948)[3].

## Фильмография
- 1929 — Далеко на Востоке
- 1941 — Гимнастика в комплексе «Готов к труду и обороне СССР» (совм. с Ф. Богдановским)
- 1943 — Гвардейцы-миномётчики (совм. с И. Кацманом, Д. Ибрагимовым, А. Павловым)
- 1943 — Орловская битва (совм. с группой операторов)
- 1944 — В Восточной Пруссии (совм. с группой операторов)
- 1944 — Взятие Вильнюса (совм. с группой операторов)
- 1944 — Минск наш (совм. с группой операторов)
- 1944 — Освобождение Вильнюса (Фронтовой выпуск № 4) (совм. с группой операторов)
- 1944 — Танкисты
- 1945 — Взятие Кенигсберга (совм. с группой операторов)
- 1945 — Кенигсберг (совм. с группой операторов)
- 1945 — Освобождение Советской Белоруссии (совм. с группой операторов)
- 1945 — Парад Победы (совм. с группой операторов; ч/б вариант)
- 1945 — Первомайский парад в Москве (совм. с группой операторов)
- 1946 — Болгария
- 1947 — День победившей страны (совм. с группой операторов)
- 1947 — Счастье трудных дорог
- 1948 — В. И. Ленин
- 1948 — Во льдах Белого моря (совм. с С. Коганом)
- 1948 — На воздушных трассах (совм. с Л. Качурьяном, В. Фроленко, Е. Яцуном)
- 1948 — Охота на тюленей
- 1948 — Праздник советской авиации
- 1949 — В центре Арктики (совм. с группой операторов)
- 1951 — На воздушных путях (совм. с Н. Вихиревым, А. Зенякиным, А. Левитаном, К. Пискарёвым, Р. Халушаковым)
- 1951 — Советские китобои (совм. с С. Коганом, И. Гутманом)
- 1951 — Спорт отважных (совм. с группой операторов)
- 1952 — Волго-Дон (совм. с Б. Небылицким, Е. Ефимовым, И. Михеевым)
- 1952 — Командное первенство СССР по боксу (совм. с Н. Вихиревым, А. Зенякиным, А. Щекутьевым)
- 1952 — Открытие Волго-Донского судоходного канала имени Ленина (совм. с группой операторов)
- 1953 — Великое прощание (совм. с группой операторов)
- 1953 — Советская женщина (спецвыпуск; совм. с группой операторов)
- 1954 — ГУМ (совм. с С. Семёновым)
- 1955 — В центре Арктики (совм. с группой операторов)
- 1955 — Крылья Родины (совм. с группой операторов)
- 1955 — Счастье трудных дорог (совм. с группой операторов)
- 1956 — На пятой сессии Верховного Совета СССР (совм. с П. Опрышко, К. Пискарёвым, М. Поповой, А. Сёминым, А. Щекутьевым)
- 1956 — Праздник советской авиации (совм. с группой операторов)
- 1957 — Наши олимпийцы
- 1958 — Белое золото нашей страны (совм. с группой операторов)
- 1958 — Весна большой дружбы (совм. с группой операторов)
- 1958 — На Всесоюзных конно-спортивных соревнованиях (совм. с К. Пискарёвым, Р. Тумориной, Н. Вихиревым, Л. Зайцевым)
- 1958 — Праздник искусства (совм. с группой операторов)
- 1958 — Праздник мужества (совм. с группой операторов)
- 1958 — Суданские парламентарии в Советском Союзе (совм. с Л. Михайловым, К. Пискарёвым)
- 1959 — На приз Москвы
- 1960 — ХХ съезд КПСС
- 1960 — Независимая Гвинея
- 1960 — Нормандия — Неман (воздушные съёмки)
- 1960 — Олимпийские игры в Мельбурне
- 1965 — Делегация Дагомеи в СССР
- 1966 — Дубна — город дружбы учёных